# Championnat d'Allemagne féminin de football de deuxième division 2013-2014
Navigation
Édition précédente Édition suivante
La 2. Frauen-Bundesliga 2013-2014 est la 10e édition du championnat d'Allemagne de football féminin de deuxième division.
Le deuxième niveau du championnat féminin oppose vingt-quatre clubs allemands répartis dans deux groupes de douze équipes, en une série de vingt-deux rencontres jouées durant la saison de football. La compétition débute le 8 septembre 2013 et s'achève le dimanche 8 juin 2013.
Les premières places de chaque groupe permettent de monter en Frauen Bundesliga lors de la saison suivante alors que les deux dernières places de chaque groupe sont synonyme de relégation en Regionalliga.
Lors de l'exercice précédent, le FSV Gütersloh a été relégué après avoir fini à la dernière place de première division et a été accompagné par le SC Bad Neuenahr rétrogradé administrativement. Le LFC Berlin, la réserve du VfL Wolfsbourg, le SV Weinberg, le VfL Bochum et le TuS Wörrstadt ont, quant à eux, gagné le droit d'évoluer dans ce championnat après avoir obtenu leurs promotions lors des phases finales de Regionalliga.
La compétition est remportée par le HSV Borussia Friedenstal et le SC Sand qui ont donc été promu à l'issue de la saison. Dans le bas du classement, le Blau-Weiß Hohen Neuendorf, le SC Bad Neuenahr, le TuS Wörrstadt, l'équipe réserve du FF USV Iéna et le LFC Berlin, sont relégués.

## Participants
Ces tableaux présentent les vingt-quatre équipes qualifiées pour disputer le championnat 2013-2014. On y trouve le nom des clubs, la date de création du club, l'année de la dernière accession à cette division, leur classement de la saison précédente, le nom des stades ainsi que la capacité de ces derniers.
Le championnat comprend deux groupes de douze équipes.
Légende des couleurs
- Relégué de Frauen-Bundesliga.
- Promu de Regionalliga.

| \| Werder Brême HSV Borussia Friedenstal FF USV IénaR FC Lokomotive Leipzig FC Lübars (de) Magdeburger FFC (en) SV Meppen Blau-Weiß Hohen Neuendorf 0FFC Turbine PotsdamR FSV Gütersloh LFC Berlin VfL WolfsbourgR \| Localisation des clubs engagés dans le groupe Nord du championnat. |
| Werder Brême HSV Borussia Friedenstal FF USV IénaR FC Lokomotive Leipzig FC Lübars (de) Magdeburger FFC (en) SV Meppen Blau-Weiß Hohen Neuendorf 0FFC Turbine PotsdamR FSV Gütersloh LFC Berlin VfL WolfsbourgR                                                                          |

| Nom du club               | Date de création | Dernière accession | Cls 2013      | Stade                       | Capacité | Nb T. |
| ------------------------- | ---------------- | ------------------ | ------------- | --------------------------- | -------- | ----- |
| FSV Gütersloh             | 1984             | 2013               | 1.FB          | Heidewaldstadion            | 12 500   | /     |
| HSV Borussia Friedenstal  | 1953             | 2011               | 2 (Gr. Nord)  | Ludwig-Jahn-Stadion         | 18 400   | 2     |
| SV Meppen                 | -                | 2004               | 3 (Gr. Nord)  | MEP-Arena                   | 16 500   | /     |
| FFC Turbine PotsdamR      | 1971             | 2004               | 4 (Gr. Nord)  | Karl-Liebknecht-Stadion     | 10 499   | 1     |
| Werder Brême              | -                | 2009               | 5 (Gr. Nord)  | Weserstadion Platz 12       | -        | /     |
| FC Lokomotive Leipzig     | -                | 2012               | 6 (Gr. Nord)  | Stade inconnu               | -        | /     |
| FC Lübars (de)            | 1971             | 2010               | 7 (Gr. Nord)  | Sportplatz Schluchseestraße | -        | /     |
| Magdeburger FFC (en)      | 1997             | 2009               | 8 (Gr. Nord)  | Heinrich-Germer-Stadion     | 4 990    | /     |
| FF USV IénaR              | 2004             | 2011               | 9 (Gr. Nord)  | Ernst-Abbe-Sportfeld        | 12 630   | /     |
| Blau-Weiß Hohen Neuendorf | -                | 2012               | 10 (Gr. Nord) | Niederheide                 | -        | /     |
| LFC Berlin                | 1889             | 2013               | Reg.          | Stadion Lichterfelde        | 4 300    | /     |
| VfL WolfsbourgR           | 2003             | 2013               | Reg.          | VfL-Stadion                 | 17 600   | /     |

| \| SC Bad Neuenahr Bayern MunichR FC Cologne TSV Crailsheim FFC FrancfortR 0FFC Niederkirchen SC Sand I FC Sarrebruck ETSV Würzburg SV Weinberg VfL Bochum TuS Wörrstadt \| Localisation des clubs engagés dans le groupe Sud du championnat. |
| SC Bad Neuenahr Bayern MunichR FC Cologne TSV Crailsheim FFC FrancfortR 0FFC Niederkirchen SC Sand I FC Sarrebruck ETSV Würzburg SV Weinberg VfL Bochum TuS Wörrstadt                                                                         |

| Nom du club       | Date de création | Dernière accession | Cls 2013    | Stade                   | Capacité | Nb T. |
| ----------------- | ---------------- | ------------------ | ----------- | ----------------------- | -------- | ----- |
| SC Bad Neuenahr   | 1907             | 2013               | 1.FB        | Apollinarisstadion      | 4 580    | /     |
| FC Cologne        | 1974             | 2009               | 2 (Gr. Sud) | Franz-Kremer-Stadion    | 5 000    | 1     |
| SC Sand           | 1980             | 2012               | 3 (Gr. Sud) | Kühnmatt-Stadion        | 2 000    | /     |
| TSV Crailsheim    | 1971             | 2009               | 4 (Gr. Sud) | Schönebürgstadion       | 5 500    | 1     |
| ETSV Würzburg     | -                | 2011               | 5 (Gr. Sud) | Sportpark Herieden      | 5 000    | /     |
| FC Sarrebruck     | 1990             | 2011               | 6 (Gr. Sud) | Stadion Kieselhumes     | 6 000    | 2     |
| FFC FrancfortR    | 1973             | 2004               | 7 (Gr. Sud) | Stadion am Brentanobad  | 5 200    | /     |
| Bayern MunichR    | 1970             | 2009               | 8 (Gr. Sud) | Sportpark Aschheim      | 3 000    | /     |
| FFC Niederkirchen | 1969             | 2010               | 9 (Gr. Sud) | Sportgelände Nachtweide | -        | /     |
| SV Weinberg       | 1967             | 2013               | Reg.        | Sportplatz Weinberg     | -        | /     |
| VfL Bochum        | -                | 2013               | Reg.        | Stade inconnu           | -        | /     |
| TuS Wörrstadt     | -                | 2013               | Reg.        | Stade inconnu           | -        | /     |

## Compétition

### Classement
Le classement est calculé avec le barème de points suivant : une victoire vaut trois points, le match nul un et la défaite zéro.
Les critères utilisés pour départager en cas d'égalité au classement sont les suivants :
1. différence entre les buts marqués et les buts concédés sur la totalité des matchs joués dans le championnat ;
2. plus grand nombre de buts marqués sur la totalité des matchs joués dans le championnat.

| Rang | Équipe                    | Pts | J  | G  | N | P  | Bp | Bc | Diff |
| ---- | ------------------------- | --- | -- | -- | - | -- | -- | -- | ---- |
| 1    | FFC Turbine PotsdamR      | 51  | 22 | 16 | 3 | 3  | 62 | 26 | +36  |
| 2    | HSV Borussia Friedenstal  | 47  | 22 | 14 | 5 | 3  | 54 | 18 | +36  |
| 3    | Werder Brême              | 34  | 22 | 11 | 1 | 10 | 60 | 38 | +22  |
| 4    | SV Meppen                 | 34  | 22 | 10 | 4 | 8  | 36 | 32 | +4   |
| 5    | FSV Gütersloh R           | 33  | 22 | 9  | 6 | 7  | 43 | 38 | +5   |
| 6    | VfL WolfsbourgR P         | 32  | 22 | 9  | 5 | 8  | 29 | 27 | +2   |
| 7    | FC Lübars (de)            | 26  | 22 | 7  | 5 | 10 | 34 | 32 | +2   |
| 8    | Magdeburger FFC (en)      | 26  | 22 | 6  | 8 | 8  | 30 | 42 | -12  |
| 9    | FC Lokomotive Leipzig     | 25  | 22 | 7  | 4 | 11 | 37 | 51 | -14  |
| 10   | Blau-Weiß Hohen Neuendorf | 25  | 22 | 7  | 4 | 11 | 24 | 54 | -30  |
| 11   | FF USV IénaR              | 22  | 22 | 7  | 1 | 14 | 24 | 49 | -25  |
| 12   | LFC Berlin P              | 15  | 22 | 3  | 6 | 13 | 14 | 40 | -26  |

| Légende : | Légende : |
| --------- | --- |
|           | Promu en Frauen-Bundesliga. |
|           | Participe au barrage de relégation en Regionalliga. |
|           | Relégué en Regionalliga. |
|           | T Tenant du titre. R Relégué de Frauen-Bundesliga. P Promu de Regionalliga. Pts points ; G victoires ; N matchs nuls ; P défaites Bp buts marqués ; Bc buts encaissés ; Diff différence de buts |

| Rang | Équipe            | Pts | J  | G  | N | P  | Bp | Bc | Diff |
| ---- | ----------------- | --- | -- | -- | - | -- | -- | -- | ---- |
| 1    | SC Sand           | 64  | 22 | 21 | 1 | 0  | 89 | 12 | +77  |
| 2    | FC Cologne        | 53  | 22 | 17 | 2 | 3  | 67 | 22 | +45  |
| 3    | FC Sarrebruck     | 44  | 22 | 14 | 2 | 6  | 57 | 24 | +33  |
| 4    | FFC FrancfortR    | 37  | 22 | 12 | 1 | 9  | 42 | 36 | +6   |
| 5    | TSV Crailsheim    | 36  | 22 | 11 | 3 | 8  | 46 | 39 | +7   |
| 6    | VfL Bochum P      | 33  | 22 | 10 | 3 | 9  | 37 | 29 | +8   |
| 7    | FFC Niederkirchen | 30  | 22 | 9  | 3 | 10 | 47 | 51 | -4   |
| 8    | Bayern MunichR    | 28  | 22 | 7  | 7 | 8  | 31 | 30 | +1   |
| 9    | SV Weinberg P     | 26  | 22 | 8  | 2 | 12 | 45 | 48 | -3   |
| 10   | ETSV Würzburg     | 20  | 22 | 5  | 5 | 12 | 27 | 51 | -24  |
| 11   | SC Bad Neuenahr R | 6   | 22 | 1  | 3 | 18 | 14 | 68 | -54  |
| 12   | TuS Wörrstadt P   | 2   | 22 | 0  | 2 | 20 | 5  | 97 | -92  |

| Légende : | Légende : |
| --------- | --- |
|           | Promu en Frauen-Bundesliga. |
|           | Participe au barrage de relégation en Regionalliga.                                                                                          |
|           | Relégué en Regionalliga. |
|           | P Promu de Regionalliga. Pts points ; G victoires ; N matchs nuls ; P défaites Bp buts marqués ; Bc buts encaissés ; Diff différence de buts |

### Résultats
Groupe Nord
| Résultats (▼dom., ►ext.)                                   | Ber | Brê | Güt | Her | Neu | Ién | Lei | Lüb | Mag | Mep | Tur | Wol |
| LFC Berlin                                                 |     | 0-4 | 0-0 | 1-4 | 0-1 | 0-2 | 2-1 | 0-0 | 1-1 | 0-2 | 2-5 | 1-0 |
| Werder Brême                                               | 3-1 |     | 4-2 | 1-1 | 7-1 | 3-0 | 7-2 | -   | 5-0 | 6-2 | 1-2 | 2-1 |
| FSV Gütersloh                                              | 2-2 | 4-2 |     | 0-4 | 2-1 | 3-0 | 5-0 | 0-0 | 2-1 | 1-1 | 1-1 | 0-1 |
| HSV Borussia Friedenstal                                   | 2-2 | 2-1 | 3-0 |     | -   | 6-0 | 3-0 | 1-1 | 3-3 | 3-2 | 2-1 | 1-2 |
| Blau-Weiß Hohen Neuendorf                                  | 1-0 | 4-1 | 0-7 | 0-3 |     | 3-2 | 1-1 | 1-4 | 1-1 | 0-5 | 0-3 | 1-1 |
| FF USV IénaR                                               | 2-0 | 1-3 | 1-2 | 0-2 | 4-1 |     | 2-3 | 0-3 | 0-0 | 0-2 | 1-4 | 1-0 |
| FC Lokomotive Leipzig                                      | 3-0 | 2-0 | 6-2 | 0-4 | 2-3 | 1-4 |     | 2-1 | 1-1 | 0-1 | 1-1 | 3-1 |
| FC Lübars (de)                                             | 2-0 | 2-0 | 1-2 | 0-4 | 0-2 | 6-0 | 3-3 |     | 4-1 | 0-0 | 2-3 | 0-1 |
| Magdeburger FFC (en)                                       | 4-0 | 1-5 | 2-1 | 0-0 | 5-1 | 1-3 | 2-1 | 3-1 |     | 1-1 | 1-4 | 0-3 |
| SV Meppen                                                  | 1-0 | 1-0 | 2-4 | 0-2 | 1-2 | 1-0 | 4-2 | 3-1 | 0-1 |     | -   | 0-0 |
| FFC Turbine PotsdamR                                       | 0-2 | 3-2 | 5-2 | 3-0 | 0-0 | 5-0 | 3-0 | 4-1 | 4-0 | 2-1 |     | 3-2 |
| VfL WolfsbourgR                                            | 0-0 | 5-3 | 1-1 | 1-0 | 2-0 | 0-1 | 0-3 | 2-1 | 1-1 | 4-2 | 1-3 |     |
| - Victoire à domicile - Match nul - Victoire à l'extérieur |     |     |     |     |     |     |     |     |     |     |     |     |

Groupe Sud
| Résultats (▼dom., ►ext.)                                   | Bad | Boc | Cra | Fra | Col | ByM | Nie | Sar | San  | Wei | Wör | Wür |
| SC Bad Neuenahr                                            |     | 0-3 | 1-3 | 0-3 | 1-3 | 0-2 | 0-3 | 1-3 | 0-5  | 0-2 | 1-1 | 1-2 |
| VfL Bochum                                                 | 3-2 |     | 3-2 | 0-1 | 1-2 | 1-2 | 1-0 | 1-0 | 1-2  | 1-0 | 4-1 | 1-0 |
| TSV Crailsheim                                             | -   | 1-1 |     | 6-2 | 2-1 | 1-1 | 4-2 | 3-0 | 1-5  | 2-4 | 3-0 | 2-1 |
| FFC FrancfortR                                             | 3-1 | 2-1 | 0-2 |     | 0-4 | 2-0 | 1-3 | 1-3 | 1-2  | 2-1 | 3-0 | 5-2 |
| FC Cologne                                                 | 3-0 | 2-1 | 6-0 | 1-0 |     | 2-0 | 3-0 | 1-1 | 1-2  | 4-2 | 4-0 | 7-1 |
| Bayern MunichR                                             | 5-0 | 0-0 | 0-0 | 1-2 | 0-4 |     | 0-3 | 1-0 | 1-5  | 3-1 | 6-0 | 4-0 |
| FFC Niederkirchen                                          | 2-2 | 2-1 | 0-2 | 4-1 | 3-3 | 2-2 |     | 1-2 | 0-3  | 2-4 | 9-2 | 2-1 |
| FC Sarrebruck                                              | 5-0 | 5-1 | 2-1 | 3-1 | 1-2 | 2-0 | 9-2 |     | 0-2  | 3-1 | 4-0 | 0-0 |
| SC Sand                                                    | 7-1 | 3-1 | 3-0 | 5-1 | 4-1 | 2-0 | 4-0 | -   |      | 4-2 | 7-0 | 3-0 |
| SV Weinberg                                                | 0-0 | 1-6 | 3-1 | 0-3 | 2-3 | 1-1 | 5-0 | 2-6 | 0-5  |     | 7-0 | 1-2 |
| TuS Wörrstadt                                              | 0-1 | 0-4 | 0-5 | 0-3 | 0-8 | 0-0 | 1-5 | 0-1 | 0-12 | 0-4 |     | -   |
| ETSV Würzburg                                              | 4-0 | 1-1 | 1-5 | 3-3 | 1-2 | 2-2 | 0-2 | 0-7 | 1-1  | 0-2 | 1-0 |     |
| - Victoire à domicile - Match nul - Victoire à l'extérieur |     |     |     |     |     |     |     |     |      |     |     |     |

### Barrage de relégation
| Club                      | Aller | Retour | Club          |
| ------------------------- | ----- | ------ | ------------- |
| Blau-Weiß Hohen Neuendorf | 3-4   | 1-1    | ETSV Würzburg |

## Bilan de la saison
| Championnat d'Allemagne féminin de football de deuxième division 2013-2014 |                                                         |
| Champion                                                                   | HSV Borussia Friedenstal (3e titre) SC Sand (1er titre) |
| Promotions et relégations                                                  |                                                         |
| Promus en Frauen-Bundesliga                                                | HSV Borussia Friedenstal                                |
| Promus en Frauen-Bundesliga                                                | SC Sand                                                 |
| Relégués en 2. Frauen-Bundesliga                                           | VfL Sindelfingen                                        |
| Relégués en 2. Frauen-Bundesliga                                           | BV Cloppenburg (de)                                     |

## Statistiques
| Cls | Joueuse              | Club                     | Buts |
| --- | -------------------- | ------------------------ | ---- |
| 1   | Cindy König          | Werder Brême             | 16   |
| 2   | Kirsten Nesse        | HSV Borussia Friedenstal | 13   |
| 3   | Stephanie Goddard    | Werder Brême             | 12   |
| 4   | Marie Pollmann       | FSV Gütersloh            | 11   |
| 5   | Marie-Luise Herrmann | FC Lokomotive Leipzig    | 10   |
| 5   | Giustina Ronzetti    | HSV Borussia Friedenstal | 10   |

| Cls | Joueuse        | Club          | Buts |
| --- | -------------- | ------------- | ---- |
| 1   | Ilaria Mauro   | SC Sand       | 22   |
| 2   | Inka Grings    | FC Cologne    | 21   |
| 3   | Sarah Schatton | FC Sarrebruck | 20   |
| 4   | Isabelle Meyer | SC Sand       | 15   |
| 5   | Nina Heisel    | SV Weinberg   | 14   |
| 5   | Mandana Knopf  | FC Cologne    | 14   |